# Flandria (film)
A Flandria (Flandres) egy 2006-ban bemutatott film Bruno Dumont rendezésében. A film a francia érzelemmentes, külvilágtól elzárt tanyavilágból indul, ahonnan néhány ismerős parasztfiút egy távoli országba hívnak harcolni. A filmben sem évszám, sem helyszín megnevezése nem szerepel, ezzel is kiemelve, hogy a konkrét események csak kiegészítői az érzelmi vagy érzelem nélküli világnak, a valós alap az algériai szabadságharc lehet.

## A film
A film rendkívül durván, reálisan mutatja meg a tanyavilág minden hátrányát, majd az onnan elkerülő ismerősök elkeseredett harcát és brutalitását az ellenséges katonák és polgári lakosok ellen. Az elinduló hat huszonéves fiú közül mindössze egyikük tér vissza hazájába, ahol -miután volt gyermekkori társa és barátnője megvádolja, hogy magára hagyta egy társát- képes lesz arra, hogy érezzen, és sírva fakad, majd képes kimondani "szeretlek".
Ahogy Dumont többi filmje, erős, realisztikus képeivel nyomot hagy az emberben, bár sokak szerint ez csupán arra szolgál, hogy a közönséget sokkolja.

## Szereplők
- Adélaïde Leroux – Barbe
- Samuel Boidin – André Demester
- Henri Cretel – Blondel
- Jean-Marie Bruveart – Briche
- David Poulain – Leclercq
- Patrice Venant – Mordac
- David Legay – Lieutenant
- Inge Decaesteker – France

## Díjak, jelölések
Cannes-i fesztivál (2006)
- díj: Zsűri nagydíja (Bruno Dumont)
- jelölés: Arany Pálma (Bruno Dumont)

Yerevan International Film Festival (2007)
- díj: a zsűri különdíja a legjobb filmnek (Bruno Dumont)